# Rombak
Rombak is een plaatsaanduiding binnen de Noorse gemeente Narvik in de provincie Nordland. De plaatsaanduiding wordt gevormd door een halte (code Rom) aan de Ertsspoorlijn, hier Ofotbanen genoemd. Rombak ligt op de zuidelijke oever (helling) van de Rombaksbaai, een baai in het verlengde van het Rombaken, een baai/fjord van de Ofotfjord.